# Alex Kidd: The Lost Stars
Alex Kidd: The Lost Stars (Japans: アレックスキッドザ・ロストスターズ) is een computerspel dat werd ontwikkeld en uitgegeven door Sega. Het spel kwam in 1986 uit als arcadespel. Later volgde release voor andere platforms. Het spel is een zijwaarts scrollend platformspel. De speler speelt Alex en de bedoeling is om door alle levels te rennen, alle vijanden te vernietigen en zes miraculeuze ballen te vinden. Deze ballen zijn goed verstopt op vreemde locaties, zoals in gouden eieren en kerstcadeaus. Voor elke locatie geldt een tijdslimiet. Als de tijd op is, verliest de speler een leven. De speler begint het spel met niets. Tijdens het spel kunnen verschillende power-ups gepakt worden waardoor hij meer tijd krijgt, kan schieten of hoger springen. Het perspectief van het spel is in de derde persoon.

## Platforms
| Jaar | Platform              |
| ---- | --------------------- |
| 1986 | Arcade                |
| 1988 | SEGA Master System    |
| 2009 | Virtual Console (Wii) |

## Ontvangst
| Beoordeeld door            | Platform           | Datum           | Score |
| -------------------------- | ------------------ | --------------- | ----- |
| VideoGame                  | SEGA Master System | maart 1991      | 80%   |
| 1UP!                       | SEGA Master System | 27 april 2010   | 76%   |
| Game Freaks 365            | SEGA Master System | 2000            | 58%   |
| Power Play                 | SEGA Master System | mei 1988        | 55%   |
| IGN                        | SEGA Master System | 23 oktober 2008 | 50%   |
| IGN                        | Wii                | 9 maart 2009    | 50%   |
| Eurogamer.net (GB)         | Wii                | 26 juli 2009    | 50%   |
| The Video Game Critic      | SEGA Master System | 7 april 2012    | 42%   |
| Official Nintendo Magazine | Wii                | 29 april 2009   | 38%   |
| Nintendo Life              | Wii                | 9 maart 2009    | 30%   |